# Calva (deporte)

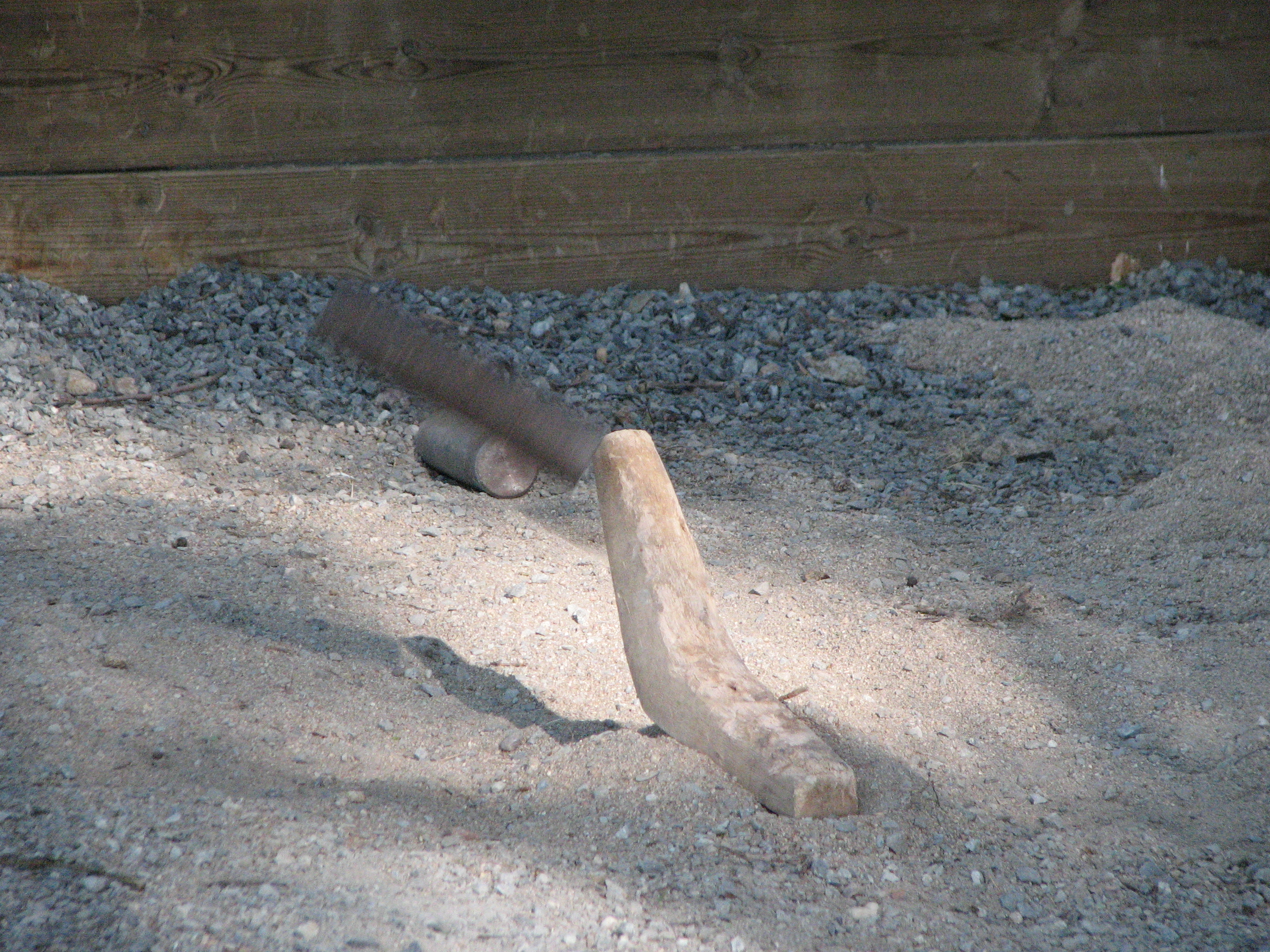
La calva, de pie sobre la arena y a su izquierda, todavía volando, el marro. Detrás puede verse otro cilindro lanzado con anterioridad que ha fallado la puntería.

La calva es un juego popular y un deporte tradicional español que con diferentes variantes geográficas consiste en lanzar piedras u objetos similares (herraduras, cilindros o piezas metálicas, etc.) intentando que golpee en la parte superior de una pieza de madera en forma de ángulo obtuso de grosor vario, colocada de pie y sin tocar antes en el suelo o la tierra.

## Origen
El origen de las fuentes suele determinar los orígenes del juego, atribuyéndosele diferentes pasados.
Una tesis propone que su práctica se remonta a la época de los vetones y que ya era jugado por pastores de ese pueblo de la península ibérica, que para entretenerse lanzaban una piedra a un cuerno de vaca. Más tarde se sustituyó el cuerno por una pieza de madera (la calva) y la piedra por un cilindro de hierro o acero (el marro o borrillo como se denomina en las localidades de la provincia de Ávila).
Una tesis similar (es decir de tradición popular) propone que el nombre de «calva» procede del lugar donde originalmente se practicaba, el calvero, terreno libre de maleza, piedras, etc., donde podía lanzarse sin peligro de que se perdieran los utensilios.
Se ha propuesto que su tradición está muy asociada a las actuales provincias de Ávila, León, Salamanca, Zamora y Soria, aunque puede rastrearse en todo Castilla y León, norte de Extremadura y en pueblos de la provincia de Toledo. Se atribuye al éxodo migratorio industrial del siglo XX su práctica en otras autonomías como País Vasco, Cataluña, Navarra o la Comunidad de Madrid.

## El juego

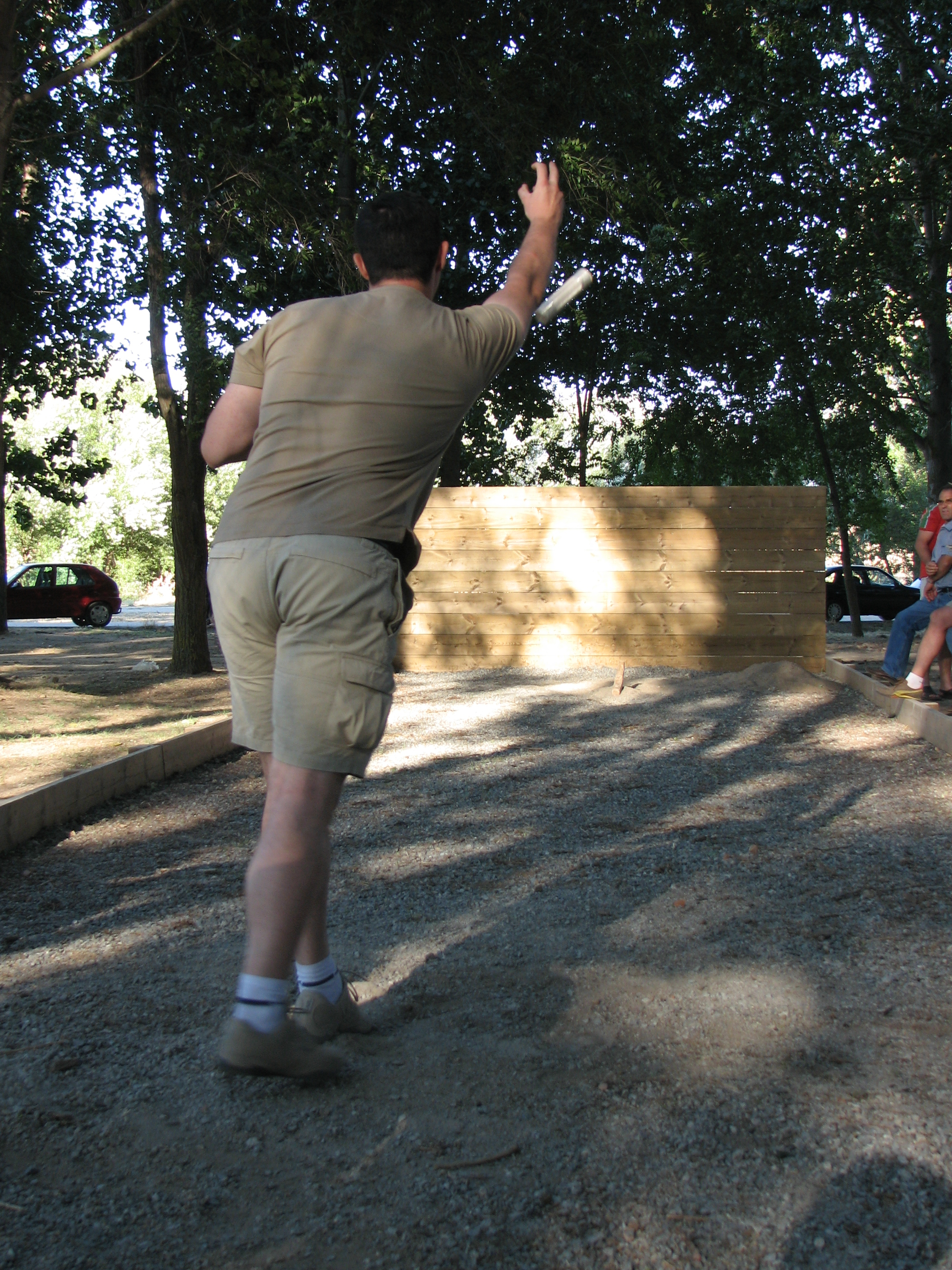
Tirada de calva.

En algunas zonas se trata simplemente de golpear una pieza de madera en forma de ángulo bastante obtuso, puesto de pie en el suelo, con el marro o cualquier objeto más o menos cilíndrico. El jugador, lanza el marro desde una distancia de 14,5 metros (unas 17 «varas» en la antigüedad), para golpear el madero por el lado levantado. En ese contexto geográfico se hacen 25 tiradas, con dos anteriores de prueba.

### La calva
Es una pieza de madera, generalmente encina, roble o mimbrón, con forma de ángulo obtuso entre 110 y 120 grados. La parte inferior, base sobre la que se apoya en el suelo, recibe el nombre de zapata, mide 23 cm, y la parte superior es la alzada; y tiene una longitud de 25 cm.

### El marro o borrillo
En los inicios de este juego se empleaban marros o borrillos de piedra, cantos de río extraplanos. De modo progresivo se empezaron a usar barras de hierro en forma cilíndrica u ovalada, (que pueden llegar a adornarse con estrías y grabados como el nombre del jugador, peso, longitud…) Es habitual que el marro no supere los 30 cm de longitud y un peso que oscila entre 2 y 3 kilogramos. Su expansión geográfica ha hecho que el marro reciba diferentes nombres según los lugares donde se ejercita el juego, de esta forma son sinónimos comunes de marro: morrillo, murillo, borrillo, gorrillo, entre otros.

### La cancha de juego
Las dimensiones del campo de juego oscilan alrededor de 25 metros de largo y 5 metros de ancho. La distancia de tiro en competición se normaliza en 14,5 metros, teniendo de 3 a 5 metros de salida de cemento o baldosa y 6 u 8 de despeje de tiro.

## Localizaciones
Juego que tuvo mucha popularidad en buena parte de la geografía española, la calva persiste o se conserva en diversas zonas y localidades. Entre ellas, pueden citarse:
En Casas del Puerto, La Horcajada, Becedas, Medinilla y Hoyocasero, en la provincia de Ávila, donde se considera por algunos como «deporte rey»; en esa misma provincia: Monsalupe (en donde se celebra anualmente un campeonato local durante sus fiestas de verano), Villafranca de la Sierra, Cabañas y Cabezas del Villar. En Navamorales, provincia de Salamanca, con campeonato el segundo sábado de agosto, en Villanueva de Alcoron (Guadalajara), donde es tradicional jugar en Semana Santa se siguen usando el cuerno (de carnero) y las piedras. En Cercedilla (Sierra de Guadarrama) donde tradicionalmente se realiza un torneo en Semana Santa. En Villavieja de Yeltes (Salamanca), por las fiestas de agosto, se celebra una competición de calva en la plaza del pueblo con equipos de tres jugadores. El número de equipos es ilimitado, pueden participar todos los equipos que quieran. El premio es un jamón para el equipo ganador y un chorizo para el segundo. La celebración se cierra con una cena comunal. También hay noticia de su práctica en Aós (Navarra), entre otras muchas localidades.
En El Cubo de Don Sancho (Salamanca) se continúa organizando todos los años en agosto un torneo de calva, con equipos formados por tres jugadores, se utiliza el calvo (palo curvo) marros cilíndricos de hierro, el torneo se alarga toda una semana, con premios gastronómicos de la zona para los ganadores.
En Montejo de Arévalo (Segovia) se realiza, del mismo modo, un campeonato anual de calva durante las fiestas patronales en honor a la virgen de la Asunción. Los premios suelen ser una paleta, un lomo y un queso para los habilidosos que lleguen al podio.

## La calva en Aragón
En Aragón se juega de un modo diferente, pero todo indica que tiene un origen común con el anterior. Es muy popular en el sur de Teruel, donde varios municipios lo incluyen como campeonato durante sus fiestas.
En el modelo aragonés la pista suele ser de 33 a 36 metros (medidos en pasos) en cuyos extremos se colocan, separadas por esa distancia, las «calvaderas», que son dos objetos que servirán de diana u objetivo. Estas «calvaderas» pueden ser cubos de hojalata, tocones o maderos con una cara inclinada revestida por una chapa de color visible y que haga ruido. Como proyectil se utiliza una piedra de río.

### Reglamento
- Se enfrentan grupos de 3 personas; el comienzo se sortea a cara o cruz.
- Partiendo del «ras» de una de las «calvaderas» se lanza la piedra, tras dar tres pasos, hacia la calvadera opuesta.
- La piedra que bota más cerca de la calvadera gana el «bote», y ese equipo suma tres puntos. Si se acierta en el objetivo antes de que toque el suelo es calva y vale seis puntos. Si se hace calva, no se cuenta el bote sea del equipo que sea, mientras que sí pueden contarse dos o incluso 3 calvas de un mismo equipo en una tirada. Así se suceden las tiradas alternando ambas calvaderas como objetivo, hasta que se llega a 33 o 36 puntos según se haya acordado al principio de la partida.